# Brodowo-Kuce
Brodowo-Kuce – część wsi Brodowo, położona w województwie mazowieckim, w powiecie pułtuskim, w gminie Świercze.